# Hazem Emam

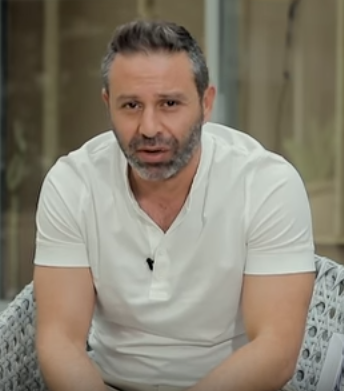
Hazem Emam

Hazem Mohamed Yehia El-Horria Emam (Caïro, 10 mei 1975) is een Egyptisch voormalig voetballer.
Emam begon zijn loopbaan als aanvallende middenvelder in 1993 bij Al-Zamalek. In 1996 ging hij naar Udinese Calcio maar kwam daar nauwelijks aan spelen toe. Hij werd tussen 1998 en 2000 twee seizoenen uitgeleend aan BV De Graafschap dat een samenwerkingsverband had met Udinese. Bij De Graafschap speelde hij 38 wedstrijden waarin hij vier doelpunten maakte. In 2001 keerde hij terug bij Al-Zamalek waar hij in 2008 zijn loopbaan besloot. Hij speelde 86 keer voor het Egyptisch voetbalelftal en maakte daarbij 15 doelpunten. Zowel zijn vader, Hamada Emam (aanvaller), als grootvader, Yehia Emam (doelman), waren Egyptische internationals.